# Andrzej Gołda (ksiądz)
Andrzej Gołda (ur. 14 listopada 1832 w Kobylance, zm. 18 marca 1895 w Porębie Żegoty) – ksiądz, działacz konserwatywny i poseł do austriackiej Rady Państwa
Był synem kowala Adama Gołdy mającego swoją kuźnię w Kobylance, w pow. gorlickim. Ukończył szkołę ludową w Kobylance oraz gimnazjum i seminarium duchowne w Tarnowie. Po wyświeceniu na księdza (1855) był wikarym i katechetą w Wierzchosławicach w powiecie tarnowskim, następnie w Ropczycach (1856-1858) i Wadowicach (1859). W latach 1860–1864 był katechetą Szkoły Ćwiczeń oraz zastępcą profesora katechetyki i metodyki na Uniwersytecie Jagiellońskim oraz profesorem katechetyki w seminarium duchownym w Krakowie (1862). Był notariuszem sądu biskupiego i radcą krakowskiej Kurii Biskupiej (1861-1876, 1880). Długoletni proboszcz parafii w Porębie Żegoty, w pow. chrzanowskim (1864-1895).
Z przekonań konserwatysta, związany z krakowskimi stańczykami. Autor książki Austria i Polska (Kraków 1878) w której przedstawił program odbudowy Polski we współpracy z Austrią rządzoną przez Habsburgów. Podczas klęski nieurodzaju w 1880 przeprowadził ankietę dla zbadania przyczyn upadku materialnego ludności chłopskiej. Jej rezultaty opublikował w dwóch broszurach: Przyczyny upadku materialnego ludu wiejskiego w Galicji i W. Księstwie Krakowskim (Kraków 1880) i Środki ku zaradzeniu nędzy stanu włościańskiego w Galicji i W. Księstwie Krakowskim (Kraków 1880). Wynikało z nich że głównymi przyczynami upadku wsi galicyjskiej były brak oświaty i kapitału w momencie uwłaszczenia oraz lichwa i pijaństwo. Sformułował także program naprawy w którym najistotniejszymi elementami było podniesienie poziomu nauczania w wiejskich szkołach oraz obniżenie opodatkowania, a także stworzenie instytucji taniego kredytu. Członek Rady Powiatu w Chrzanowie (1875-1883) wybrany z grupy gmin wiejskich, był także wiceprezesem (1878-1881) i członkiem (1882-1883) Wydziału Powiatowego w Chrzanowie. Członek Okręgowej Rady Szkolnej w Krakowie (1880-1881) Poseł do austriackiej Rady Państwa VI kadencji (6 kwietnia 1880 – 23 kwietnia 1885), wybrany w wyborach uzupełniających w kurii IV (gmin wiejskich) w okręgu wyborczym nr 1 (Kraków-Wieliczka–Chrzanów) po rezygnacji z mandatu Jana Stanisława Mieroszewskiego. W parlamencie należał do grupy posłów konserwatywnych stańczyków Koła Polskiego w Wiedniu.